# Chrīstos Kontīs
Chrīstos Kontīs (in greco: Χρήστος Κόντης; Atene, 13 maggio 1975) è un allenatore di calcio ed ex calciatore greco, di ruolo difensore.

## Carriera

### Club
Dopo molti anni trascorsi nel campionato greco in diverse squadre, nel 2008 viene acquistato dall'APOEL Nicosia, con cui conclude la carriera nell'estate 2011.

## Statistiche

### Statistiche da allenatore
Statistiche aggiornate all' 11 maggio 2025.
| Stagione            | Squadra         | Campionato      | Campionato | Campionato | Campionato | Campionato | Coppe nazionali | Coppe nazionali | Coppe nazionali | Coppe nazionali | Coppe nazionali | Coppe continentali | Coppe continentali | Coppe continentali | Coppe continentali | Coppe continentali | Altre coppe | Altre coppe | Altre coppe | Altre coppe | Altre coppe | Totale | Totale | Totale | Totale | % Vittorie | Piazzamento |
| Stagione            | Squadra         | Comp            | G          | V          | N          | P          | Comp            | G               | V               | N               | P               | Comp               | G                  | V                  | N                  | P                  | Comp        | G           | V           | N           | P           | G      | V      | N      | P      | %          | Piazzamento |
| ------------------- | --------------- | --------------- | ---------- | ---------- | ---------- | ---------- | --------------- | --------------- | --------------- | --------------- | --------------- | ------------------ | ------------------ | ------------------ | ------------------ | ------------------ | ----------- | ----------- | ----------- | ----------- | ----------- | ------ | ------ | ------ | ------ | ---------- | ----------- |
| gen./apr.-giu. 2018 | Olympiacos      | SLE             | 5          | 3          | 0          | 2          | CG              | 0               | 0               | 0               | 0               | UCL                | -                  | -                  | -                  | -                  | -           | -           | -           | -           | -           | 5      | 3      | 0      | 2      | 60,00      | Interim, 3° |
| 2019-2020           | Hatta Club      | PL              | 19         | 3          | 4          | 12         | PC+CdL          | 1+6             | 0+2             | 1+1             | 0+3             | -                  | -                  | -                  | -                  | -                  | -           | -           | -           | -           | -           | 26     | 5      | 6      | 15     | 19,23      | [ 2 ]       |
| ott.-nov. 2020      | Hatta Club      | PL              | 6          | 0          | 1          | 5          | PC+CdL          | 0+2             | 0+0             | 0+1             | 0+1             | -                  | -                  | -                  | -                  | -                  | -           | -           | -           | -           | -           | 8      | 0      | 2      | 6      | &0,00      | Eson        |
| Totale Hatta        | Totale Hatta    | Totale Hatta    | 25         | 3          | 5          | 17         |                 | 9               | 2               | 3               | 4               |                    | -                  | -                  | -                  | -                  |             | -           | -           | -           | -           | 34     | 5      | 8      | 21     | 14,71      |             |
| feb.-mag. 2024      | Volo            | SLE             | 10         | 5          | 2          | 3          | CG              | -               | -               | -               | -               | -                  | -                  | -                  | -                  | -                  | -           | -           | -           | -           | -           | 10     | 5      | 2      | 3      | 50,00      | Sub, Dim    |
| mag. 2024           | Panathīnaïkos   | SLE             | 1          | 0          | 1          | 0          | CG              | 1               | 1               | 0               | 0               | -                  | -                  | -                  | -                  | -                  | -           | -           | -           | -           | -           | 2      | 1      | 1      | 0      | 50,00      | Sub, 4°     |
| lug.-dic. 2024      | Al-Fayha        | SPL             | 13         | 1          | 5          | 7          | KC              | 2               | 2               | 0               | 0               | -                  | -                  | -                  | -                  | -                  | -           | -           | -           | -           | -           | 15     | 3      | 5      | 7      | 20,00      | Eson        |
| Totale carriera     | Totale carriera | Totale carriera | 54         | 12         | 13         | 29         |                 | 12              | 5               | 3               | 4               |                    | -                  | -                  | -                  | -                  |             | -           | -           | -           | -           | 66     | 17     | 16     | 33     | 25,76      |             |

## Palmarès

### Giocatore

#### Competizioni nazionali
- Campionato cipriota: 2

APOEL Nicosia: 2008-2009, 2010-2011
- Supercoppa di Cipro: 3

APOEL Nicosia: 2008-2009, 2009-2010, 2010-2011

### Allenatore
- Coppa di Grecia: 1

Panathinaikos: 2023-2024